# 18237 Kenfreeman
18237 Kenfreeman è un asteroide della fascia principale. Scoperto nel 1973, presenta un'orbita caratterizzata da un semiasse maggiore pari a 2,4596598 UA e da un'eccentricità di 0,1558041, inclinata di 2,48951° rispetto all'eclittica.